# Alice Matějková
Alice Matějková Honová (Hořovice, 11 gennaio 1969) è un'ex discobola ceca naturalizzata spagnola.

## Palmarès
| Anno | Manifestazione          | Sede      | Evento           | Risultato | Prestazione | Note |
| ---- | ----------------------- | --------- | ---------------- | --------- | ----------- | ---- |
| 1986 | Mondiali juniores       | Atene     | Lancio del disco | 7ª        | 48,48 m     |      |
| 1991 | Mondiali                | Tokyo     | Lancio del disco | 25ª       | 53,22 m     |      |
| 1993 | Mondiali                | Stoccarda | Lancio del disco | 28ª       | 53,86 m     |      |
| 1996 | Giochi olimpici         | Atlanta   | Lancio del disco | 15ª       | 60,72 m     |      |
| 1997 | Mondiali                | Atene     | Lancio del disco | 17ª       | 58,96 m     |      |
| 2000 | Giochi olimpici         | Sydney    | Lancio del disco | 28ª       | 54,19 m     |      |
| 2001 | Giochi del Mediterraneo | Tunisi    | Lancio del disco | 4ª        | 56,23 m     |      |
| 2004 | Giochi olimpici         | Atene     | Lancio del disco | 36ª       | 55,37 m     |      |